# Qūrtūlmūsh
Qūrtūlmūsh (persiska: قود تُلموش, قورتُلمِش, قورتورمِش, قورتولموش, Qūd Tolmūsh) är en ort i Iran.   Den ligger i provinsen Ardabil, i den nordvästra delen av landet, 400 km nordväst om huvudstaden Teheran. Qūrtūlmūsh ligger 1 635 meter över havet och antalet invånare är 702.
Terrängen runt Qūrtūlmūsh är huvudsakligen kuperad, men åt nordost är den platt. Runt Qūrtūlmūsh är det ganska glesbefolkat, med 38 invånare per kvadratkilometer. Närmaste större samhälle är Kūrā'īm, 4,7 km nordost om Qūrtūlmūsh. Trakten runt Qūrtūlmūsh består i huvudsak av gräsmarker.